# Julius Tannen
Julius Tannen, född 16 maj 1880 i Manhattan, New York, död 3 januari 1965 i Woodland Hills, Kalifornien, var en amerikansk vaudevilleartist och skådespelare. Tannen debuterade som teaterskådespelare på Broadway 1905. Han filmdebuterade 1935 och medverkade i över 50 Hollywoodfilmer. Bland dessa gjorde han flera av sina mer bemärkta roller för regissören Preston Sturges i åtta av hans filmer.

## Filmografi (i urval)
- 1936 – Ching Ching
- 1936 – Skridskoprinsessan
- 1937 – Åh, en sån fästman!
- 1940 – Flykt undan våldet
- 1940 – Jul i juli
- 1940 – En kväll att minnas (ej krediterad)
- 1941 – Kvinnan Eva (ej krediterad)
- 1941 – Med tio cents på fickan (ej krediterad)
- 1942 – Dårarnas paradis (ej krediterad)
- 1944 – Miraklet
- 1944 – Seger över smärtan
- 1947 – Åh, en sån onsdag
- 1948 – Otrogen u.p.a.
- 1951 – Fallet O'Hara (ej krediterad)
- 1952 – Singin' in the Rain (ej krediterad)
- 1952 – Urladdning (ej krediterad)
- 1952 – Solnedgång (ej krediterad)
- 1957 – Ung man med gitarr (ej krediterad)
- 1958 – Det sista hurraropet (ej krediterad)